# Nowe przygody Flippera
Nowe Przygody Flippera ang. (The New Adventures of Flipper) – serial amerykański.
Głównym bohaterem w serialu "Nowe przygody Flippera" jest delfin o imieniu Flipper, który zaprzyjaźnia się z ludźmi i towarzyszy im w życiu. Serial powstał na podstawie serialu z lat 60. pod tytułem Flipper, gdzie głównymi bohaterami oprócz delfina są dwaj nastoletni chłopcy.

## Obsada
- Jessica Alba − Maya Graham (1995-1996)
- Brooke Harmon − Emma (gościnnie)
- Whip Hubley − Tom Hampton
- Tiffany Lamb − Alexandra Parker-Hampton
- Craig Marriott − Chris Parker
- Laura Donaldson − Jackie Parker
- Skye Patch − Courtney Gordon
- Darrin Klimek − Mark Delaney
- Elizabeth Lackey − Alexis
- Wren T. Brown − Quinn Garnett (1996)
- Dave Corey − Goodwin
- Christopher Kirby − Porucznik Dan
- Cameron Watt − Rybak (gościnnie)
- Laura Harring − Garcia (1995 i 1996) (gościnnie)
- Anja Coleby − Holly Myers

## Spis odcinków
1. Afrodyta i Flipper
2. Rekiny
3. Skażona woda
4. Porwanie, cz. 1
5. Porwanie, cz. 2
6. Poszukiwacze skarbów
7. Wierzę ci
8. Zielony świr
9. Łódź podwodna
10. Bracia
11. Ojciec Mike'a
12. Murena
13. Kryzys rakietowy
14. Jak ryba bez wody
15. Wytwórca pereł
16. Huragan
17. Surfingowy gang
18. Dziewczyna, która przyszła na obiad
19. Wyspa małp
20. Atak delfina
21. Flipper mówi
22. Przeszłość
23. Biały delfin
24. Konik morski
25. Statek widmo
26. Miecz Carlosa de Cabral
27. Na falach radiowych
28. Dzień na wyścigach motorowodnych
29. Sprawdzian z macierzyństwa
30. Najlepsza na plaży
31. Weselny blues
32. Odpływ
33. Długi weekend
34. Raj odnaleziony
35. Wycieczka do Miami
36. Muzyka na plaży
37. Spotkanie z Rhondą
38. Magiczny amulet
39. Wyspa syren
40. Między liniami ringu
41. Porachunki na plaży
42. Przesyłka
43. Pod ostrzałem
44. Wspomnienia